# Cyrkuł wadowicki
Cyrkuł wadowicki (niem. Wadowicer Kreis) – jednostka administracyjna Cesarstwa Austrii w Królestwie Galicji i Lodomerii w latach 1819–1850 i 1854–1860, z siedzibą w Wadowicach.
Cyrkuł powstał w 1819 roku w miejsce zniesionego cyrkułu myślenickiego niem. Myslenicer Kreis), funkcjonującego w latach 1782-1819. Ten z kolei powstał w dobie szeroko zakrojonych reform józefińskich z przekształcenia powstałego w 1775 dystryktu zatorskiego (kętskiego w latach 1780–1782) cyrkułu wielickiego w samodzielny cyrkuł. W patencie z 25 listopada 1783 zaznaczono, że praktyka urzędowania i walory geograficzne skłoniły rząd do zmian niektórych siedzib urzędów cyrkularnych. W tę myśl siedzibę urzędu cyrkulanego przeniesiono z położonych na wschodnim skraju Myślenic do centralnie położonych Wadowicach. Cyrkuł wadowicki zniesiono 1 maja 1860 roku w ramach polityki ograniczania liczby cyrkułów, a jego terytorium włączono w całości do cyrkułu krakowskiego. 

## Historia

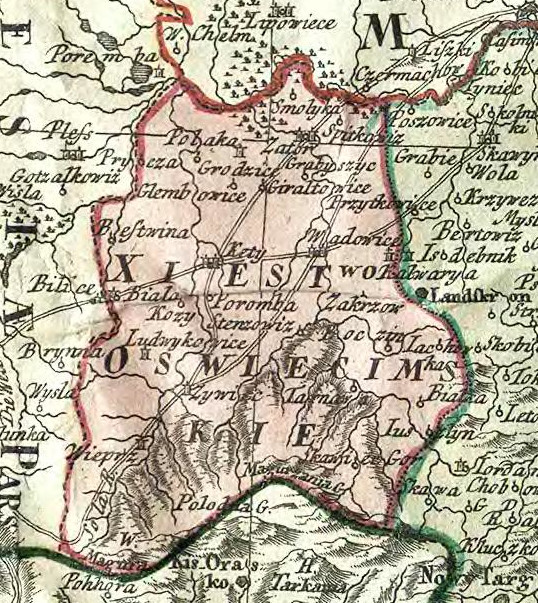
Księstwo oświęcimskie po zajęciu przez Habsburgów w 1777

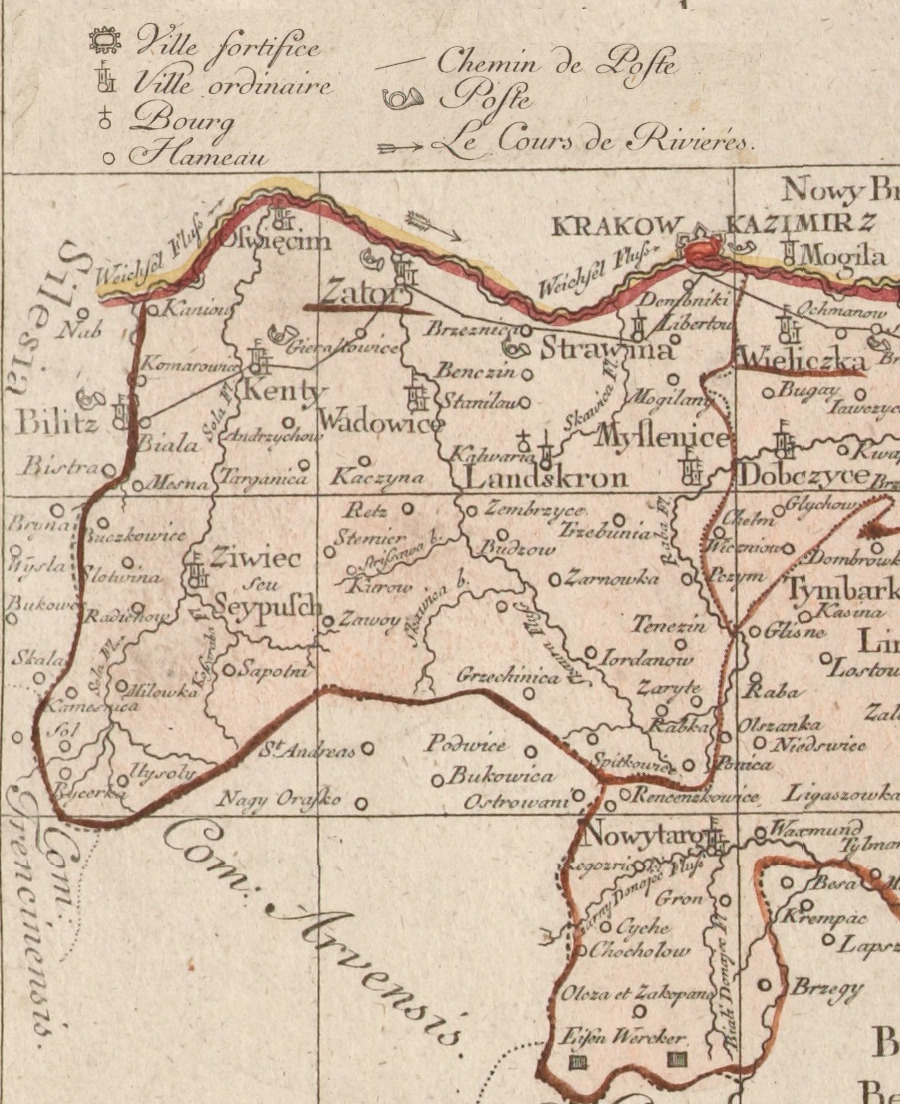
Dystrykt Zator około 1780 roku.

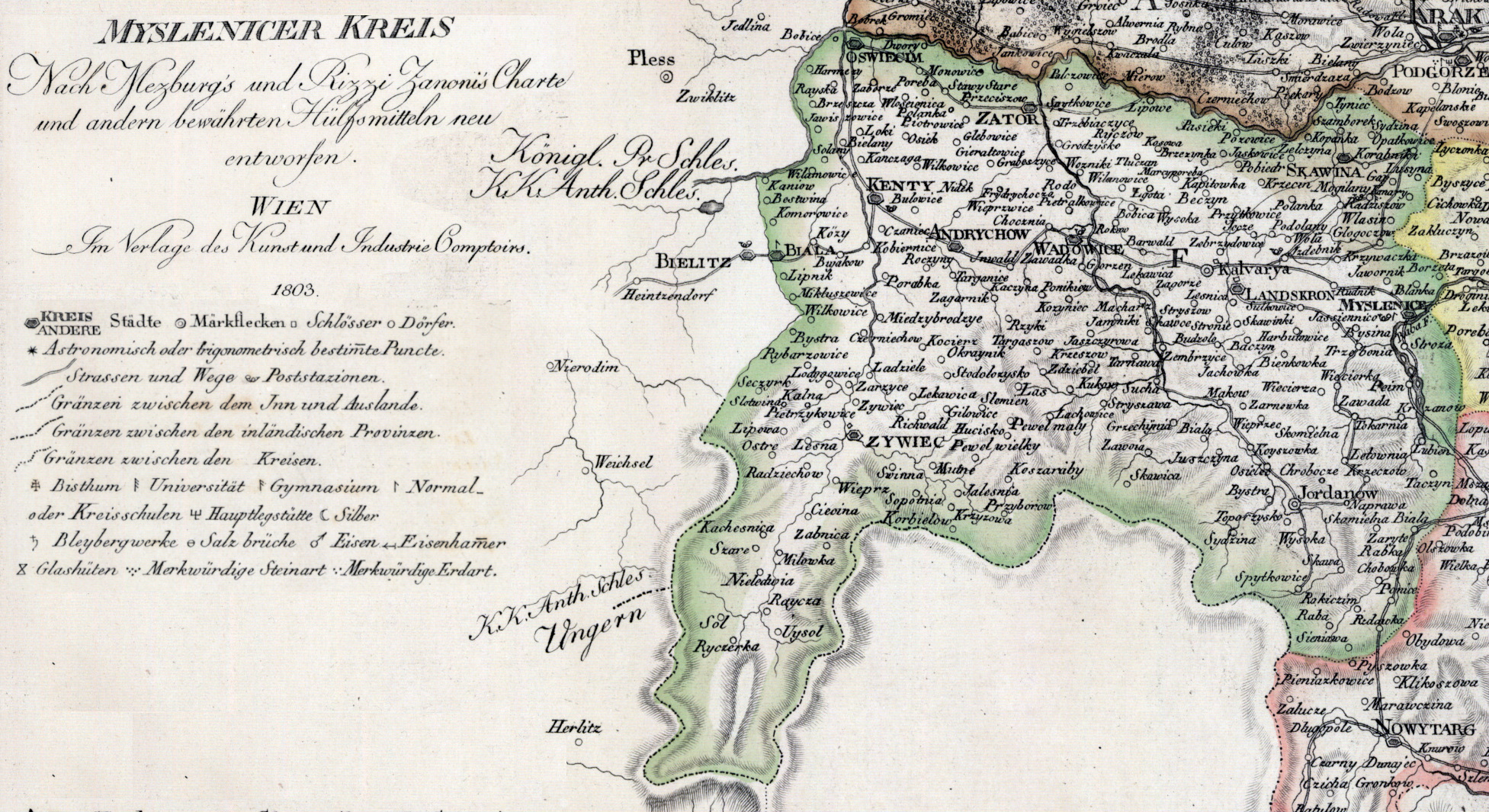
Cyrkuł myślenicki w 1803 roku, od 1819 cyrkuł wadowicki

Późniejszy cyrkuł wadowicki obejmował zachodni skraj ziem zabranych podczas pierwszego rozbioru Polski w 1772, przede wszystkim obszar powiatu śląskiego (inaczej księstwa oświęcimsko-zatorskiego). Stanowił on niejako wąskie gardło, przez które przechodziła najbardziej dogodna trasa, komunikująca Wiedeń z rozległym obszarem nowo podbitej prowincji. Już w maju 1772 wkroczyła tędy armia habsburskiego generała Richarda d’Altona, aby rozpocząć zajmowanie Małopolski na południe od Wisły. Tutaj swoją wizytację prowincji rozpoczynał dwukrotnie cesarz Józef II (1773 i 1779), tędy wkraczali do Galicji jej kolejni gubernatorzy (Johann Pergen, Andreas Hadik, Heinrich Auersperg, Josef Brygido), koloniści józefińscy, czy np. biskup tarnowski Grzegorz Tomasz Ziegler.
Początkowo władze habsburskie nie traktowały zajętej ziemi jako trwały nabytek i jedynie prowizorycznie przejęły polską administrację wojewódzką, w tym krakowską z siedzibą w Zatorze. Przejściowy był również pierwszy podział z 1773 zrywający z tradycją polskiego podziału na województwa, w którym omawiany obszar objął cyrkuł wielicki z siedzibą w Kazimierzu i jego trzy (z dziewięciu) okręgi (in. dystrykty, niem. Kreisdistrikte): Biała, Żywiec i Myślenice, których dokładny zasięg nie jest znany. Brakowało urzędników, którymi byli przeważnie przybysze z Austrii i Czech, w większości jeszcze drewnianych miasteczkach nie było stosownych budynków pod biura. W związku z tym w marcu 1775 liczbę okręgów zmniejszono, a likwidowane okręgi bialski i żywiecki objął dystrykt z siedzibą w Zatorze, na starym szlaku solnym do Wieliczki. W 1780 siedzibę okręgu przeniesiono na dwa lata do Kęt.
W 1780 roku samodzielną władzę objął cesarz Józef II, który rozpoczął szeroko zakrojone i trwalsze reformy, również administracyjne. Ponadto w 1781 otwarto pierwszy odcinek traktu środkowogalicyjskiego (tzw. pierwszej szosy cesarskiej) z Białej przez Wadowice do Myślenic i Bochni, omijający Zator. 22 marca 1782 z przekształcenia dystryktu zatorskiego powstał samodzielny cyrkuł z siedzibą w Myślenicach, choć projekt gubernatora Josefa hr. de Brygido z grudnia 1780 r. planował umieścić jego siedzibę w Podgórzu – które po III rozbiorze Polski w 1795 przyłączono do nowego cyrkułu krakowskiego. Pierwszym starostą został Niemiec nazwiskiem von Zily, któremu pomagało jedynie kilku urzędników. Kilka lat później zastąpił go Antoni Baum, ojciec Józefa Bauma.
Na mocy dekretu Józefa II z pierwszego grudnia 1785 r. urząd cyrkularny i podległe mu samorządy urzędowały wyłącznie w języku niemieckim. Władze cyrkularne w dobie absolutyzmu oświeceniowego miały bardzo szeroki zakres uprawnień dotykający wiele dziedzin codziennego życia. W 1783 r. wyraźnie rozdzielono miejscowości z prawami miejskimi na miasta (z burmistrzem i magistratem) i miasteczka (osady targowe, na ich czele stali asesorzy lub syndycy).
Na niższym szczeblu zorganizowano 137 dominia (stan na 1843) nazywane też zwierzchnościami gruntowymi. Reformy józefińskie przyniosły również poszerzenie zakresu działalności gmin wiejskich. W 1787 wprowadzono podział na gminy katastralne. W 1790 roku liczba ludności wyniosła 286,7 tysiąca, a liczba osad 349, z czego 12 było miastami lub miasteczkami.
W 1786 r. notował Ewaryst Andrzej, hr. Kuropatnicki w swym „Opisaniu królestw Galicyi i Lodomeryi”: Obfituje ten cyrkuł: W góry karpackie, mineralne; zioła apteczne, owce liczne, sery goralskie, pstrągi; zboża, osobliwie owsy, ziemniaki, jak nazywają: jabłka i gruszki ziemne, z których w samej gorzelni Szlemieńskiej więcej jak 5 tysięcy korcy idzie na wódkę, oraz w śliwki i inne frukta. Trakt z Wiednia do Lwowa murowany idzie przez ten cyrkuł od Biały przez Myślinice do Drogini, które miejsce jest na pograniczu cyrkułu bocheńskiego.
Położenie siedziby cyrkułu na jego wschodnim skraju wzbudzało pewne protesty, np. w Białej. Miasto to leżące na zachodnim krańcu tego obszaru, na granicy ze Śląskiem Austriackim zaczęło się dynamiczne rozwijać po zniesieniu granicy celnej w roku 1784, co zrodziło ambicje zostania nową siedzibą cyrkułu. Stosowny wniosek magistrat miejski Białej wystosował 8 listopada 1799.
W 1818 Wilamowice uzyskały status osady targowej. Przed 1846 do rangi miasta podniesiono również Jordanów, co związane było z otwarciem drugiej szosy cesarskiej z Białej przez Żywiec do Nowego Sącza, która dała impuls do rozwoju oprócz Jordanowa również Suchej i Makowa w ośrodki protomiejskie.
1 listopada 1819 nastąpiła kolejna reforma, w której w miejsce cyrkułu myślenickiego pojawił się w niezmienionych granicach cyrkuł wadowicki. W 1824 r. cyrkuł liczył 301 tysięcy mieszkańców, w tym 4400 żydów, co stanowiło 1,45% ogółu (najwięcej w Oświęcimiu – 35,1%, Zatorze – 15,3% i Andrychowie –7,4%), a w 1840 około 350 tysięcy mieszkańców, w tym 6500 żydów oraz obejmował 340 wsi, terytorium wynosiło około 3380 km², z czego około 3/4 stanowiło księstwo oświęcimsko-zatorskie (2500 km²).
W latach 1820 do 1850 na mocy patentu Franciszka I ziemie dawnego księstwa oświęcimsko-zatorskiego (około 2500 km²) wyłączono z kraju koronnego Galicji i Lodomerii i włączono je do posiadłości czesko-morawskich co oznaczało inkorporację do Związku Niemieckiego, w tym m.in. przyjęcie ustawodawstwa związkowego i utrwalenie niemieckich wpływów politycznych i kulturalnych, jednak administracyjnie obszar ten był nadal częścią Galicji, tj. podlegał de facto dalej cyrkułowi w Wadowicach i jurysdykcji Gubernium galicyjskiego, aczkolwiek według niejasnych relacji prawnych.

### Zniesienie cyrkułów w 1850 roku
Po wydarzeniach rewolucyjnych w latach 1848–1849, które wstrząsnęły Cesarstwem Austriackim, w 1850 roku przeprowadzono istotną reformę administracyjną mającą na celu usprawnienie zarządzania na obszarze Galicji i Lodomerii. W jej ramach cyrkuł czerniowiecki, dotychczas będący częścią Galicji, został wyodrębniony jako osobny kraj koronny. Pozostałe 19 cyrkułów zostało zniesionych i zastąpionych przez trzy okręgi rządowe: Kraków, Lwów i Stanisławów, które podzielono na 63 powiaty (niem. Bezirkshauptmannschaften). Powiaty z kolei były tworzone na podstawie nowych okręgów sądowych, od dwóch do czterech na powiat. Oznaczało to zarazem zniesienie cyrkułu wadowickiego, którego obszar podzielono na pięć Bezirkshauptmannschaften w składzie okręgu rządowego Kraków:
- Jordanów – z okręgów sądowych: Jordanów, Maków i Mszana Dolna[20],
- Kęty – z okręgów sądowych: Kęty, Biała, Oświęcim i Andrychów,
- Podgórze – z okręgów sądowych: Podgórze (alt. Kraków III), Wieliczka, Niepołomice[21] i Skawina,
- Wadowice – z okręgów sądowych: Wadowice, Zator, Myślenice i Lanckorona,
- Żywiec – z okręgów sądowych: Żywiec, Milówka i Jeleśnia.

### Reaktywacja cyrkułów (1854–1865)
Cyrkuł wadowicki reaktywowano na mocy rozporządzenia z 24 kwietnia 1854, który przywrócił podział na cyrkuły w granicach sprzed reformy 1849, a które ugrupowano w dwa obszary administracyjne (niem. Verwaltungsgebiete) – Kraków i Lwów. Cyrkuł wadowicki wszedł w skład obszaru krakowskiego.
Równocześnie, w ramach reformy uwłaszczeniowej z okresu Wiosny Ludów (1848–1849), która likwidowała jurysdykcję właściciela ziemskiego nad poddanymi, dominium galicjskie – jako podstawowa jednostka administracyjna i filar systemu feudalnego straciło rację bytu. Konieczne stało się zatem wprowadzenie nowego systemu administracyjnego, którego zręby powstały w latach 1851–1855. Utworzono wtedy 179 małych powiatów (niem. Bezirke) i ponad 6000 gmin (niem. Gemeinde). Cyrkuł wadowicki podzielono na trzynaście  małych Bezirków, podzielonych na 413 gmin:
| Bezirk    | Powierzchnia | Powierzchnia | Ludność | Ludność | Liczba gmin |
| Bezirk    | Mil²         | Km²          | Ogółem  | Os./km² | Liczba gmin |
| --------- | ------------ | ------------ | ------- | ------- | ----------- |
| Andrychów | 4,6          | 264,73       | 22.305  | 84,27   | 28          |
| Biała     | 4,1          | 235,96       | 26.890  | 114,01  | 31          |
| Jordanów  | 7,1          | 408,61       | 22.461  | 54,99   | 26          |
| Kalwaria  | 4,8          | 276,24       | 24.167  | 87,44   | 40          |
| Kęty      | 4,4          | 253,22       | 24.653  | 97,36   | 20          |
| Maków     | 5,7          | 328,04       | 20.118  | 61,33   | 15          |
| Milówka   | 7,2          | 414,36       | 20,773  | 50,13   | 33          |
| Myślenice | 5,2          | 299,26       | 22.091  | 73,81   | 23          |
| Oświęcim  | 3,6          | 207,18       | 18.363  | 88,62   | 27          |
| Skawina   | 3,3          | 189,92       | 16.199  | 85,33   | 39          |
| Ślemień   | 5,1          | 293,51       | 20.922  | 71,29   | 22          |
| Wadowice  | 4,2          | 241,71       | 22.573  | 93,44   | 36          |
| Żywiec    | 7,2          | 414,36       | 26.526  | 64,04   | 33          |
| RAZEM     | 68,3         | 3936,09      | 327.071 | 83,11   | 413         |
| ŚREDNIA   | 5,25         | 302,77       | 25.159  | 75,75   | 31,77       |

W 1859 do urzędów gminnych wszedł język polski.
Cyrkuł wadowicki zniesiono 1 maja 1860 roku w ramach polityki ograniczania liczby cyrkułów, a jego terytorium włączono w całości do cyrkułu krakowskiego.

## Transport

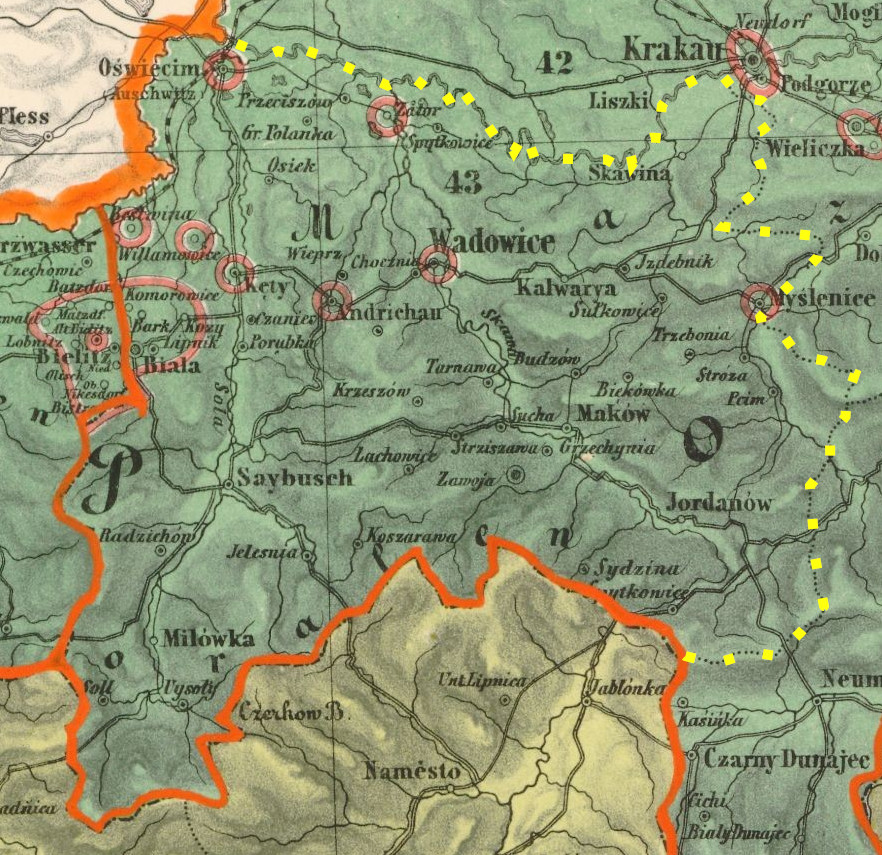
Cyrkuł na mapie etnograficznej Cesarstwa Austriackiego Karla Freiherra von Czörnig (1855) z ówczesną siecią dróg krajowych

Po zajęciu tego obszaru przez Habsburgów najważniejszą rolę komunikacyjną pełnił stary szlak solny z Białej przez Kęty, Gierałtowice i Zator, szeroki, lecz z powodu błotnistej nawierzchni na wiosnę i jesień często nieprzejezdny. W 1775 rozpoczęto przygotowania do budowy nowej szosy o niespotykanej dotąd jakości. W 1781 otwarto pierwszy odcinek traktu środkowogalicyjskiego (tzw. pierwszej szosy cesarskiej) z Białej przez Wadowice do Myślenic i Bochni, omijający Zator. Początkowo władze habsburskie planowały przebudować Zator w twierdzę i skomunikować go jak najkrótszą drogą z Wiedniem. W latach 1780 do 1788 wybudowano drogę bitą przez Żywiec do Wiednia, który skracał drogę do Krakowa o 1 dzień, ale zaczynający się w Andrychowie.
Trakt cesarski omijał z południa jeszcze zagraniczny Kraków, który do Austrii przyłączony został podczas III zaboru Polski. Naprzeciw niego postanowiono założyć miasto Podgórze, do którego pod koniec XVIII wieku doprowadzono odnogę z Izdebnika zwaną krakowskim traktem komunikacyjnym o długości 6 mil austriackich (ok. 45 km) łączący się ponownie z traktem wiedeńskim w Gdowie.
W latach 1818 do 1820 wybudowano pierwszy odcinek drugiego traktu cesarskiego z Lipnika koło Białej przez Żywiec, dalej Suchą, Maków i Jordanów w górskiej dolinie Skawy, których znaczenie wzrosło (do 1843 podniesiono miasteczko Jordanów do rangi miasta) lub dał impuls dla przeobrażenia się w ośrodki protomiejskie (Sucha Beskidzka i Maków Podhalański).
W latach 40. zmodernizowano drogę z Suchej przez Wadowice do Zatora.
W 1856 otwarto pierwszy odcinek Kolei Północnej, pierwszą linię kolejową na terenie Galicji, nie licząc Kolei Krakowsko-Górnośląskiej otwartej jeszcze w 1847 na obszarze częściowo niezależnego Wolnego Miasta Krakowa.

## Miasta i osady targowe

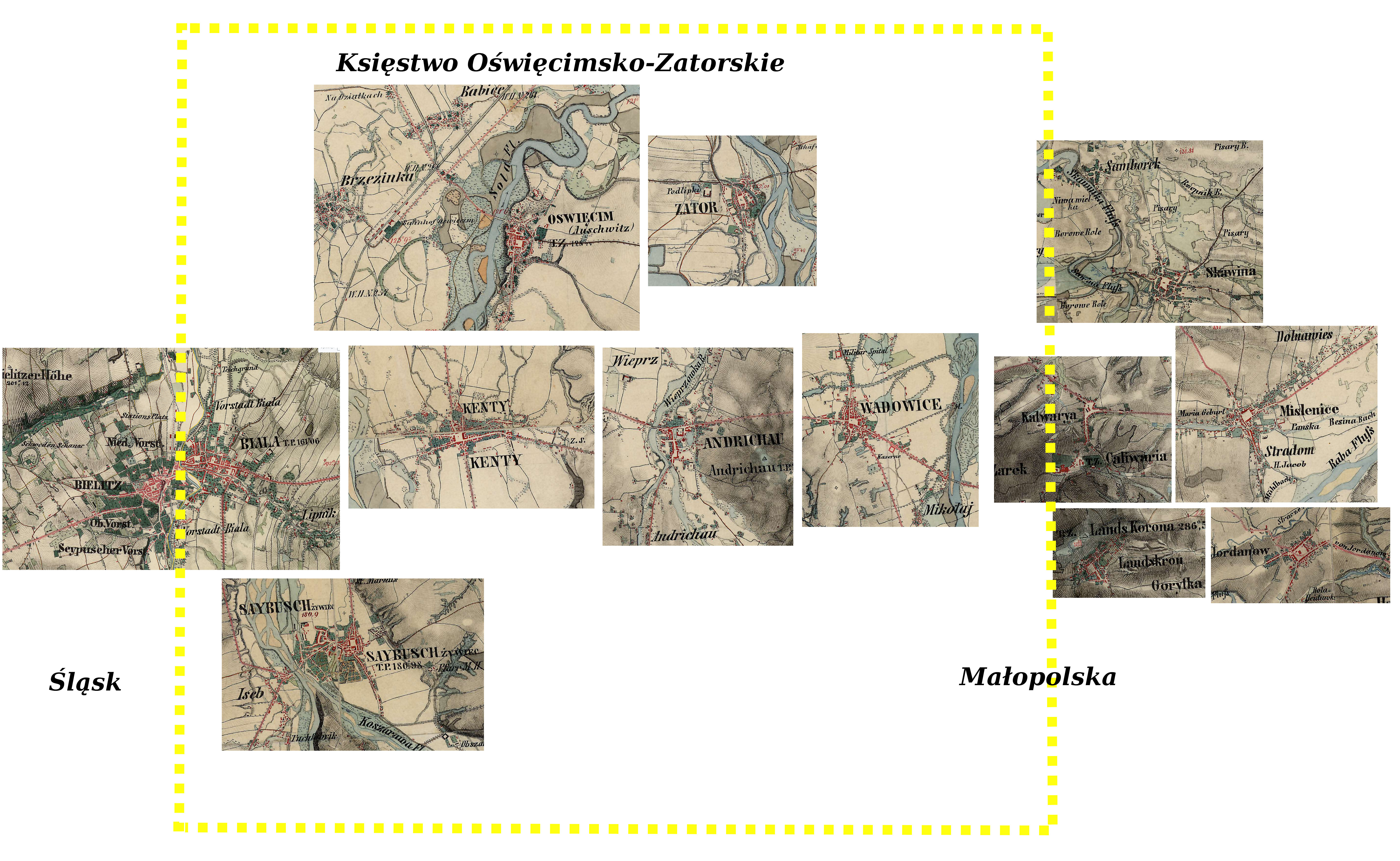
Porównanie miast cyrkułu na mapie z połowy XIX wieku

| Miejscowość             | Miejscowość | Liczba mieszkańców         | Liczba mieszkańców | Liczba mieszkańców | Liczba mieszkańców |
| Nazwa                   | Status      | 1780 r.                    | 1799 r.            | 1807 r.            | 1816 r.            |
| ----------------------- | ----------- | -------------------------- | ------------------ | ------------------ | ------------------ |
| Andrychów               | miasto      | 598                        | 2496               | 2663               | 1135               |
| Biała                   | miasto      | 1990                       | b.d.               | 4196               | 3693               |
| Jordanów                | miasteczko  | 821                        | 957                | 953                | 949                |
| Kalwaria (Zebrzydowska) | miasteczko  | 523                        | 590                | 602                | 676                |
| Kęty                    | miasto      | 2141                       | 2817               | 3056               | 3431               |
| Lanckorona              | miasto      | 681 (950 z przedmieściami) | 1342               | 1318               | 1403               |
| Myślenice               | miasto      | 1266                       | 1994               | 1891               | 1995               |
| Oświęcim                | miasto      | 971                        | 1503               | 1575               | 1841               |
| Skawina                 | miasto      | 645                        | 811                | 871                | 891                |
| Wadowice                | miasto      | 1260                       | 1709               | 1950               | 1976               |
| Zator                   | miasto      | 982                        | 1278               | 1397               | 1418               |
| Żywiec                  | miasto      | 2564                       | 3017               | 2624               | 2768               |

## Starostowie cyrkularni (Landrat)
- von Zily (1782-?)
- Andreas von Reffy (?-1818)[27]
- Ludwik de Sertes (1819-?)
- Joseph Loserth (1834-1859)[28]